# Strukturelle Stabilität
Die strukturelle Stabilität von Systemen ist eine Systemeigenschaft, die mit der topologischen Äquivalenz von Flüssen bzw. von Lösungen von Differentialgleichungen zusammenhängt. Das heißt, es werden Systeme verglichen, deren beschreibenden Gleichungen von einem oder mehreren Parametern abhängen. Ergibt sich bei einer geringfügigen Änderung des Wertes der Parameter ein völlig anderes Verhalten, so sagt man, dass das System für diesen Parameterwert nicht strukturell stabil ist, bzw. eine Bifurkation erfährt.

Die Definition lautet:

Ein System {\displaystyle {\dot {x}}=f(x,{\bar {\mu }})} heißt strukturell stabil in {\displaystyle {\bar {\mu }}}, falls es ein {\displaystyle \varepsilon >0} gibt, so dass {\displaystyle {\dot {x}}=f(x,\mu )} und {\displaystyle {\dot {x}}=f(x,{\bar {\mu }})} topologisch äquivalent sind für alle
{\displaystyle \mu } mit {\displaystyle \left\|\mu -{\bar {\mu }}\right\|<\varepsilon }.
Mit anderen Worten: Es existiert ein Homöomorphismus, welcher die Trajektorien des ersten Systems in die des zweiten überführt.
Ist ein System für einen {\displaystyle \mu } Wert nicht strukturell stabil, so bezeichnet man dies als Bifurkation des Systems in {\displaystyle \mu }.

## Theorem von Andronov–Pontryagin
Dieser Satz besagt, dass ein System in einer Umgebung (des {\displaystyle \mathbb {R} ^{2}}) nur dann strukturell stabil ist, wenn  gilt:
- Es gibt in dieser Umgebung nur eine endliche Anzahl an Ruhelagen und Zyklen, und diese sind alle hyperbolisch.
- Es gibt keine Lösung, die zum selben Sattel zurückgeht oder zwei verschiedene Sattel verbindet.